# Rope-a-dope
Rope-a-dope es un estilo de boxeo comúnmente asociado con Muhammad Ali en su pelea 1974 Rumble in the jungle contra George Foreman. En situaciones competitivas distintas al boxeo, Rope-a-dope se utiliza para describir estrategias en las que una de las partes se pone a propósito en lo que parece ser una posición perdedora, tratando con ello de convertirse en el vencedor final. 

## Origen del término
De acuerdo con Angelo Dundee, la idea de la estrategia fue sugerida por el fotógrafo de boxeo George Kalinsky.
El Rope-a-dope es llevado a cabo por un boxeador asumiendo una posición protegida (en clásica pose Ali apoyándose contra las cuerdas, gran parte de la energía del golpe se absorbe por la elasticidad de las cuerdas en lugar de cuerpo del boxeador) al tiempo que permite a su oponente golpearlo, proporcionando sólo el suficiente contraataque para evitar que el árbitro piense que el boxeador ya no es capaz de continuar y así terminando la pelea por nocaut técnico. El plan es hacer que el oponente "se noquee a sí mismo" y cometa errores que el boxeador que lo aplica puede utilizar en un contraataque.

## Peleas notables
La maniobra es más comúnmente asociada en la pelea entre Muhammad Ali y George Foreman, conocido como el Rumble in the jungle. Foreman fue considerado por muchos observadores como el favorito para ganar la pelea debido a su pegada superior. Durante la pelea Ali enfureció a propósito a Foreman, provocándolo para atacar. Hubo un momento en que algunos observadores pensaban que Ali estaba horriblemente golpeado y estaban preocupados de que pudieran verlo morir en el ring. El escritor George Plimpton describe la postura de Ali como "un hombre asomado a la ventana tratando de ver algo en su techo". Sin embargo, lejos de haber sido brutalmente herido, Ali estaba relativamente protegido de los golpes de Foreman. Irónicamente, la preparación de Ali para la pelea involucró endurecerse a sí mismo al permitir que sus sparrings lo golpearan, esto contribuyó a la sensación del observador que Ali fue superado ampliamente. Cuando Foreman se cansó de la paliza que le estaba dando a Alí, Alí se reagrupó y contraatacó a un agotado Foreman y terminó ganando la pelea.
Muhammad Alí para ésta pelea ante George Foreman no era el favorito, debido a la magnitud de oponente que era Foreman, quien se encontraba invicto con un récord de 40-0 (37 por K.O), y había destruido en 2 asaltos a 2 notables campeones que habían vencido a Alí con anterioridad, como Joe Frazier y Ken Norton, sin embargo Alí se las ideó para de una manera inteligente vencer a alguien más fuerte, contextura y de gran pegada como George Foreman, demostrando así que la inteligencia es fundamental para vencer a alguien más fuerte y de gran pegada.